# Carnedd Llywelyn
Pour les articles homonymes, voir Llywelyn.
 (mars 2018).
Si vous disposez d'ouvrages ou d'articles de référence ou si vous connaissez des sites web de qualité traitant du thème abordé ici, merci de compléter l'article en donnant les références utiles à sa vérifiabilité et en les liant à la section « Notes et références ».
Carnedd Llywelyn (parfois Carnedd Llewelyn : « Cairn de Llywelyn ») est la montagne la plus haute de la chaîne des Carneddau dans les montagnes d'Eryri (le Snowdonia), en Galles du Nord (pays de Galles). À 1 064 m, Carnedd Llywelyn est le sommet le plus haut du pays de Galles derrière le mont Snowdon (Yr Wyddfa). Son sommet s'est situé sur la frontière actuelle entre Gwynedd et Conwy.
Cette montagne est ainsi nommée en l'honneur d'un des deux princes médiévaux qui portent le nom Llywelyn, mais on ne sait pas s'il s'agit de Llywelyn le Grand (1173-1240) ou de son petit-fils Llywelyn ap Gruffudd (c.1225-1282), le dernier prince de Galles (à l'exception d'Owain Glyndŵr en 1404). Le Carnedd Llywelyn est relié par un arête au sommet du Carnedd Dafydd, autre montagne nommée en l'honneur d'un prince du royaume de Gwynedd.